# Pranajama
Pranajama znači svjesno i voljno upravljanje dahom, a prema Upanišadama, kontrola disanja osnovni je dio vježbanja joge. Jogiji vjeruju da pri udisanju ne primamo samo kisik nego i pranu, za koju se smatra da je kozmička energija koja daje život svemu u univerzumu. Pranajamom se kontrolira prana, a glavni izvor prane je dah. Uz pomoć pranajame disanje se može produživati, ubrzavati i usporavati, a biti svjestan disanja osnova je pranajame. Najbolje ju je izvoditi u sjedećem položaju uspravnih leđa. Učinkovitost pranajame ne mjeri se povećavanjem respiracijskog kapaciteta, nego osjećajem smirenosti i jasnoće koji proizilaze iz te prakse.

## Etimologija
Pranajama je sanskrtska riječ i znači svjesno disanje ili upravljanje dahom. Prana znači dah, energiju i život tj. "ono što je stalno prisutno posvuda" ili „pra“ primordijalna, a ,,ana", je hrana. Ayama (Ajama) znači širenje, protezanje ili dužinu i predstavlja aktivni dio pranajame. Prana označava primordijalnu hranu koja hrani cijeli svemir i održava ga na životu.

## Prana
Prana je povezana s udahnutim zrakom, stoga se i vježba disanja naziva pranajama. Prema Upanišadama, kada udišemo u naše tijelo pored kisika ulazi energija koja održava život tijela, stoga pranajamom ne udišemo i izdišemo samo zrak nego i djelić energije koja održava na životu cijeli svemir, jer prana je sva energija koja postoji. Prana u tijelo ulazi potpuno čista, ali kakva će iz njega izaći ovisi o svakoj osobi, o njenim osjećajima i osobinama, ali i o hrani koju jede i o prostoru i sredini u kojoj se nalazi. Prana ulazi u tijelo i distribuira se nadijima, a postoji 72 000 nadija. Tri primarna nadija su Ida, Pingala i Sušumna.

### Oblici prane
Postoji pet vrsta prana koje imaju različita imena ovisno o njihovoj povezanosti s određenom funkcijom tijela: prana, apana, udana, samana i vjana. Ista energija nalazi se u svim vrstama prana, a svaka od pet prana ima i podpranu. Podprane su: devadata, naga, krinkal, kurma i dhanandaj, a njihove funkcije su kihanje, žmirkanje, zijevanje, češanje kože kad nas svrbi, štucanje itd. Pranajama služi za uravnoteženje različitih funkcija prane. Kvaliteta svih oblika prane neposredno je povezana s kvalitetom naše prehrane, a jogiji smatrju da vegetarijanskom prehranom stječemo zdrav i uravnotežen odnos prema tijelu.
- Prana je smještena u mozgu, glavi i prsima te u području oko srca, a njena funkcija je opskrbljivanje tijela kisikom nužnim za život. Odgovara elementu zraka. Kada je uravnotežena, čini vas budnim, oštroumnim, vedrim i živahnim, a smatra se da se kreće prema gore. Prana je najbitniji oblik prane, a njeno pravilno održavanje važno je za sve tjelesne funkcije.
- Apana je smještena u debelom crijevu i donjem dijelu trbuha. Odgovara elementu zemlji. Njeno djelovanje se proteže u području od pupka, koji se smatra središte organizma, do nožnih prstiju. Apana se kreće prema dolje i odgovorna je za odstranjivanje otpadnih tvari iz organizma.
- Udana prana je smještena u grlu i plućima i njen utjecaj se proteže prema glavi. Odgovara elementu prostor, a funkcija joj je kontroliranje govora.
- Samana je smještena u trbuhu i crijevima te pokriva područje između srca i pupka. Odgovara elementu vatri. Ova prana povezuje dvije glavne čakre - manipuru i anahatu.
- Vjana je razmještena po cijelom tijelu putem živčanog sustava, kože i krvotoka. Odgovara elementu vodi. Vjan pranu možemo potaknuti i pojačati zadržavanjem daha. Pri normalnom, opuštenom disanju, nakon svakog udaha i svakog izdaha spontano zadržavamo dah jednu ili dvije sekunde.

## Osnovna načela pranajame
Vježbe asane nas pripremaju za pranajamu, a pranajama nas priprema za meditaciju. Tijekom vježbanja pranajame nije nužno sjediti u lotos položaju, jedino je važno da su leđa uspravna. Treba sjesti na deku i disati kroz nos, a samo disanje kroz nos ima funkciju filtriranja, zagrijavanja i vlaženja zraka koji ulazi u pluća. Disanje kroz usta treba izbjegavati, jer zbog udisanja hladnog zraka koji ulazi direktno u pluća može doći do prehlade i upale grla. U asanama koristimo disanje kako bi istezali tijelo, a u pranajami zauzmemo udoban položaj i zaboravimo na tijelo. Pranajamu je najbolje vježbati ujutro prije doručka ili 4 do 5 sati nakon jela.
Pranajama se u različitim školama izvodi na donekle različite načine i u kombinaciji s različitim dodatnim praksama, no opcenito ju mozemo podijeliti u nekoliko različitih segmenata koje kombiniramo na različite načine.
Elementi ciklusa disanja
Svaki ciklus disanja se nužno sastoji od dva elementa - udaha i izdaha, a opcionalno i od zadržavanja daha koje može biti nakon udaha i nakon izdaha. U sanskrtskoj se terminologiji ti elementi nazivaju: 
- Puraka - udah
- Rećaka - izdah
- Kumbhaka - zadržavanje daha (antar kumbhaka po udisaju i bahir kumbhaka po izdisaju)

Duljine elemenata disanja
Svaki od tih elemenata može biti slobodan i spontan ili se njegova dužina može kontrolirati u različitim omjerima s obzirom na predispozicije i željene rezultate.
Mjesto kontrole
Ako se dah kontrolira to se može činiti na vise mjesta i načina:
- Na nosnicama pritiskom prsta pri čemu različite tradicije koriste ponešto različit način pritiska. Time se može protok djelomično kontrolirati, potpuno zaustaviti kao i mijenjati odnos protoka zraka među nosnicama zatvarajući vise jednu ili drugu.
- U grlu se stiskanjem ili otpuštanjem također može regulirati protok zraka kao sto je t slučaj u uđaji pranajami.
- Kontroliranom kontrakcijom ciljanih grupa mišića u trupu mogu se stavljati različiti naglasci na različite dijelove tijela poput ramena i gornjeg djela tijela, dijafragme, abdomena, stražnjeg djela tijela i tome slično te ostvarivati različiti dinamični odnosi medu njima.

Bandhe
Bandhe ili "blokade energije" kontrakcijama određenih mišića ne kontroliraju fizičko disanje već pranu koja se tim disanjem nastoji kontrolirati te su sastavni dio naprednijih praksi pranajame. One zatvaraju oticanje prane i omogućavaju njenu potpuniju kontrolu tokom vježbe.
Dinamična kontrola
Pranajama se može raditi uz određene fizičke pokrete poput asana ali i puno jednostavnijih pokreta nalik chi-kungu radi ciljanoga usmjeravanja prane u različite dijelove tijela ii odgovarajućeg im energetskoga sustava.

## Određivanje omjera daha
U pranajami je važno odrediti omjer između udisaja, zadržavanja daha nakon udisaja, izdisaja i zadržavanja daha nakon izdisaja, četiriju dijelova koji zajedno sačinjavaju jedan ciklus pranajame. Postoji mnogo mogućnosti omjera koje možemo klasificirati u dvije opće grupe. Prva se naziva Samavrtti pranajama, a ona je vrsta pranajame u kojoj udisaj i izdisaj traju jednako dugo. Ako se dah zadržava, onda je i vrijeme zadržavanja daha iste duljine kao i udisaj i izdisaj. Dah opisujemo numeričkim omjerom (10:10:10:10:10), što znači da udisaj traje 10 sekundi, zadržavanje daha nakon udisaja 10 sekundi, izdisaj 10 sekundi i zadržavanje daha nakon izdisaja 10 sekundi.Druga grupa omjera u pranajami naziva se Višamavritti pranajama. U toj pranajami, dah nije ujednačen te stoga postoji više mogućnosti omjera, npr: 10:0:20:0; 10:10:20:0; 10:20:20:0 i 6:24:12:6.
Važan dio vježbe pranajame je uspostavljanje pravilnog omjera disanja, jer ako je omjer prelagan, pranajama će postati mehanička, a ako je omjer pretežak, osjećat ćemo napor i nelagodu. Za izbor pravilnog omjera bitne su dvije stvari: naše trenutne mogućnosti i mogućnosti koje možemo postići. U prvom slučaju gledaju se trenutne sposobnosti udisaja, zadržavanja daha nakon udisaja, izdisaja i zadržavanja daha nakon izdisaja. U drugom slučaju promatramo kako se dah kreće, što se s njime događa u određenim joga položajima i na taj način stječemo ideju o njegovim mogućnostima. Nakon što odredimo što možemo učiniti, utvrđujemo smjer kretanja i napredovanja u pranajami. Omjere i druge aspekte prakse iskusni učitelj može ciljano propisati i prema specifičnim dijagnostičkim procedurama od kojih su neke posuđene iz ajurvedske ili moderne medicine, a neke specifične za jogu. U pranajami ispitujemo kvalitetu svakog omjera disanja prije nego pokušamo s drugim, ali na isti način kao i u asanama krečemo se od jednostavnijih ka složenijim.
Između svakog udisaja i izdisaja i obratno postoji dodirna točka, tj. stanka. Tijekom vježbe joga disanja trebamo biti svjesni udisaja, izdisaja i stanke između udisaja i izdisaja te obratno. Tada će naše disanje spontano i prirodno postajati sve profinjenije. Promatrajući stanke između udisaja i izdisaja te sve većim zadubljivanjem svijesti u stanke, pranajama se pretvara u meditaciju.
Prije vježbanja pranajame treba pripremiti tijelo, dah i duh. Tijelo pripremamo uz pomoć asana, a dah treba da bude u skladu s određenim omjerom. Ako inzistiramo na zadržavanju daha nakon udisaja (npr. omjer 1:1:1:0), za pripremu je potrebno izvesti nekoliko asana sa zadržavanjem daha nakon udisaja. Priprema duha se ostvaruje usredotočenjem pažnje na dah. Priprema tijela, daha i duha imat će koristi od nekoliko minuta odmora između vježbe asana i pranajame.

## Položaji za pranajamu
Položaji koji se obicno koriste za pranajamu su Padmasana ili Sidhasana.  Ako nam ti položaji nisu udobni pri izvođenju pranajame koristimo Sukhasanu, Brahmasanu, Vađrasanu, sjedeći na jastuku ili stolici, a prema potrebi može se i ležati. Vrsta položaja ovisi i o dužini pranajame jer položaj mora biti udoban sve vrijeme pranajame. Položaj treba biti udoban da tijelo ne bi remetilo disanje.

## Tehnike joga disanja
U pranajami fokus je na toku daha, zvuku daha i mjestu gdje se disanje odvija. Odaberemo mjesto u tijelu gdje možemo osjećati ili čuti disanje. Da bi slijedili pokret daha moramo osjećati udah od njegovog početka do kraja. Sam način disanja visi o specifičnoj vježbi, individualnim potrebama ali i pojedinoj tradiciji. Tako neke tradicije preferiraju udah započeti s abdomenom pa preko dijafragme završiti sirenjem prsnog koša dok druge tradicije rade upravo suprotno. Izdah je u pravilu suprotan udahu.
U drugoj tehnici osjećamo dah samo na mjestu gdje ulazi i napušta tijelo. Usredotočimo se na dah kod nosnica. Koristimo tehniku naizmjeničnog disanja kroz nosnice i pritom promatramo zvuk koji je naprosto vibracija stvorena protokom zraka. Ovdje pokušavamo zvuk daha držati ujednačenim. Također možemo slijediti dah sa zvukom u grlu, naročito pri Uđaji disanju. To nas drži sabranima u onome što radimo, inače bi pranajama postala mehanička. Čak i omjer udisaja i izdisaja nije tako važan, kao sto je važna prisutnost pažnje u dahu.
Svrha različitih omjera i tehnika pranajame je da nam pruži raznolikost pristupa pomoću kojih možemo slijediti dah. Kada slijedimo dah, tada duh postaje sve više uključen u aktivnost disanja. Slijeđenje prirodnog i spontanog kretanja daha je teško jer jednom kada se na njega usredotočimo, on teži tome da se različito ponaša. Pranajamom se uplićemo u prirodni ritam disanja.

## Osnovne vježbe pranajame
Ovo su neke od osnovnih vježbi za joga disanje.
- Anuloma Uđđai Pranajama

Sjednite u Padmasanu ili drugi odgovarajući položaj i spustite bradu prema dolje bez saginjanje glave, na način da se kralježnica uspravi i podigne. Udahnite kroz obje nosnice s lagano stegnutim grlom stvarajući nježan grleni zvuk (Uđaji), a zatim izdahnite kroz lijevu nosnicu (djelomično zatvorenu) koristeći Mrigi Mudru. Otpustite Mrigi Mudru i zvučno udahnite kroz obje nosnice (Uđaji). Izdahnite kroz desnu nosnicu (djelomično zatvorenu) koristeći Mrigi Mudru. To pomaže produženju daha. Jedan ciklus se sastoji od dva daha. Napomena: ne koristiti istovremeno uđaji i pritisak nosnice.
- Viloma Uđđaji Pranajama

Sjednite u Padmasanu i spustite bradu prema dolje. Koristeći Mrigi Mudru udahnite kroz lijevu nosnicu, otpustite Mrigi Mudru i izdahnite kroz obje nosnice s grlenim zvukom (Uđaji). Koristeći Mrigi Mudru, udahnite kroz desnu nosnicu, otpustite Mrigi Mudru i izdahnite kroz obje nosnice uz grleni zvuk (Uđaji). Jedan ciklus se sastoji od 2 daha.
- Električna Pranajama

Legnite u položaj Savasana i duboko udahnite potiskujući zrak do pupka. Zadržite dah što je moguće duže da bi ga naglo i snažno izdahnuli kroz skupljene usnice. Ponovite vježbu 10 do 12 puta. Ova vježba disanja je veoma dobra za svladavanje osjećaja prekomjernog umora.
- Namaskaram Pranajama

Ova se vježba disanja izvodi nakon čišćenja nosnih puteva (neti). Izvodi se u stojećem položaju, nogu razmaknutih za širinu kukova, stopala su paralelna, dlanovi sastavljeni ispred grudiju (Andali Mudra). Dišemo Kapalabhati joga disanje, dok se istodobno, što je više moguće, naizmjenično, izvijamo unazad i savijamo prema naprijed. Savijanje naprijed-nazad ponovite nekoliko puta. Ova vježba disanja pročišćava nosne kanale.
- Tehnika zadržavanja daha (kumbhaka)

Postoje dva vida kumbhake:
A) pauza između udaha i izdaha – zadržavanje punih pluća
B) pauza između izdaha i udaha – zadržavanje praznih pluća
Kada je disanje zaustavljeno u kumbhaki onda se smiruju i čula, a um se utiša i smiri. Disanje je most između tijela, osjećanja i uma. 
Kumbhaka se izvodi na dva načina: sahita i kevala. Kada se zadržavanje daha radi namjerno i svjesno to je sahita. Sahita kumbhaka je pauza u disanju koja se izvodi poslije punog udaha i prije početka izdaha ili poslije punog izdaha i prije početka udaha. Kevala kumbhaka je pauza u disanju, a to stanje je slično kao kada nam zastane dah od straha pri susretu s nečim nepoznatim. Kevala kumbhaka je instiktivna ili intiuitivna.

## Vanjske poveznice
- The Science Of Pranayama, Swami Sivananda